# 达姆冈
达姆冈（法語：Damgan，法語發音：[damgɑ̃]）是法国莫尔比昂省的一个市镇，位于该省东南部，属于瓦讷区。

## 地名
该地名“Damgan”发音为[damgɑ̃]而非[dɑ̃gɑ̃]，《世界地名翻译大辞典》与《世界地名译名词典》将其纯按法汉译音表译作“昂代诺莱班”。

## 地理
达姆冈（47°31'11"N, 2°34'40"W）面积10.16 平方千米，位于法国布列塔尼大區莫尔比昂省，该省份为法国西北部沿海省份，位于布列塔尼半岛南部，北起阿摩尔滨海省、西接菲尼斯泰尔省，南濒大西洋，东南接大西洋卢瓦尔省，东临伊勒-维莱讷省。
与达姆冈接壤的市镇（或旧市镇、城区）包括：昂邦。
达姆冈的时区为UTC+01:00、UTC+02:00（夏令时）。

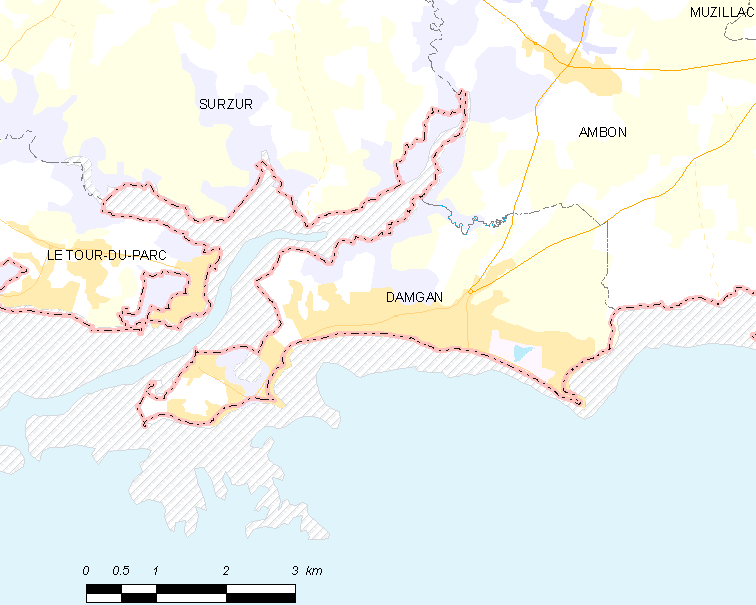
达姆冈的OSM定位图

## 行政
达姆冈的邮政编码为56750，INSEE市镇编码为56052。

## 政治
达姆冈所属的省级选区为米济亚克县。

## 人口

1962-2008年间达姆冈人口变化图示

达姆冈于2022年1月1日时的人口数量为1930人。